# Joachim Brock
Joachim Brock (* 28. Januar 1891 in Berlin; † 8. November 1969) war ein deutscher Kinderarzt und Hochschullehrer an der Philipps-Universität Marburg.

## Leben
Brock studierte Medizin in Berlin (Promotion 1919) und in Marburg (Lahn). Er habilitierte sich dort 1927, arbeitete als Oberarzt an der Universitätskinderklinik und lehrte als Privatdozent, ab 1933 als außerordentlicher Professor. Im November 1933 unterzeichnete er das Bekenntnis der deutschen Professoren zu Adolf Hitler. Ab 1934 war er Mitglied der SA, am 20. September 1937 beantragte er die Aufnahme in die NSDAP und wurde rückwirkend zum 1. Mai desselben Jahres aufgenommen (Mitgliedsnummer 5.056.645). Er war mit der Tochter Charlotte des Komponisten Max Reger verheiratet. Ab 1936 war er Kinderarzt in Bad Dürrheim und nach 1945 in Hamburg. 1961 ernannte ihn die Deutsche Gesellschaft für Kinder- und Jugendmedizin zum Ehrenmitglied.

## Schriften
- Biologische Daten für den Kinderarzt. Grundzüge einer Biologie des Kindes. 2 Bände. Springer, Berlin 1932/34 (2. Auflage 1954; repr. 2013: ISBN 978-3-642-89162-5)
- Zur Kenntnis der Körperproportionen während des Wachstums. In: Zts. für Kinderheilkunde, 1934